# Župna crkva Svetog Pavla Apostola u Retkovcu
Župna crkva Svetog Pavla Apostola katolička je crkva koja se nalazi u gradskoj četvrti Donja Dubrava u  zagrebačkom naselju Retkovec. Crkva je građena 1991. i 1992. godine, a kasnije je dodatno uređivana. U listopadu 2005. godine posvetio ju je zagrebački nadbiskup kardinal Josip Bozanić.

## Povijest i arhitektura
Crkva je građena prema projektu arhitekta Tomislava Premerla iz 1988. godine, te se nalazi se na rubu stambenog predjela određenog pravilnom mrežom ulica i srednje gustom izgradnjom obiteljskih kuća. Svojim položajem ova crkva nije element širih gradskih vizura. Cjelokupni sklop sastoji se od crkve, zvonika i župnog ureda. Pred crkvom se nalazi trg jakog privatnoga, koji je ogradom odvojen od vanjskog prostora. Monumentalno stubište naglašava ulaz u crkvu.
Apsida je akcent i težište cijelog prostora ali je ona isto tako i integralni dio prostora vjernika. U apsidi se nalazi prezbiterij koji je izdignut u odnosu na prostor vjernika. U središtu prezbiterija je oltar, lijevo od njega je ambon, a u pozadini je sedes. Desno od oltara nalazi se svetohranište. Prostor za pjevače i prostor za krstionicu nalaze se u dvjema bočnim kapelama, što je prva takva interpretacija tih liturgijskih elemenata na području Zagreba. Dodatan prostor za pjevače tj. kor nalazi se i nad ulazom u ckvu.
Sakristija se nalazi uz prezbiterij, te je proširena u odnosu na protni arhitektov projekt radi želje župnika za većim prostorom. Proširenje je izvedeno na način da je dodan volumen polukružnog tolocrta na južno pročelje crkve.
Postaje križnog puta nalaze se na bočnim zidovima prostora vjernika.

## Galerija
- Unutrašnjost crkve
- Unutrašnjost crkve
- Pogled na crkvu s ulice